# Peruco de Caparroso
Peruco de Caparroso es el nombre de una variedad cultivar de manzano (Malus domestica). Esta manzana está cultivada en la colección de la Estación Experimental Aula Dei (Zaragoza) con n.º de accesión 3373. Así mismo está cultivada en la colección del Banco de Germoplasma del manzano de la Universidad Pública de Navarra con el N.º BGM277; ejemplares procedentes de esquejes localizados en Traibuenas (Merindad de Olite, en el Partido judicial de Tafalla, Navarra).

## Sinónimos
- "Manzana Peruco de Caparroso",[7]
- "Peruco de Caparroso Sagarra",[8][9][10][11][12]

## Características
El manzano de la variedad 'Peruco de Caparroso' tiene un vigor medio. El árbol tiene tamaño medio y porte desplegado, con tendencia a ramificar media, con hábitos de fructificación en ramos cortos y largos; ramos con pubescencia ausente o muy débil; presencia de lenticelas muy escasa; grosor de los ramos medio; longitud de los entrenudos media.
Tamaño de las flores medias, disposición de los pétalos libres entre su inicio, color de la flor abierta blanco; de floración muy precoz, con una duración de la floración corta. Incompatibilidad de alelos S3 S9 S?.
Las hojas tienen una longitud del limbo de tamaño medio, con color verde oscuro, pubescencia presente, con la superficie mate. Forma del limbo es ovalado, forma del ápice apicular, forma de los dientes serrados, y la forma de la base del limbo ovalado. Plegamiento del limbo con porte horizontal; estípulas foliáceas; longitud del pecíolo corto.
La variedad de manzana 'Peruco de Caparroso' tiene un fruto de tamaño medio, de forma oblongo cónica; con color de fondo verde, con sobre color de importancia bicolor, color del sobre color rojo, reparto del sobre color en estrías, y una sensibilidad al "russeting" (pardeamiento áspero superficial que presentan algunas variedades) ausente; con un grosor de pedúnculo fino, longitud del pedúnculo medio, anchura de la cavidad peduncular es media, profundidad cavidad pedúncular grande, importancia del "russeting" en cavidad peduncular ausente; profundidad de la cavidad calicina es grande, anchura de la cavidad calicina es media, importancia del "russeting" en cavidad calicina ausente; apertura del ojo cerrado; color de la carne amarillenta; acidez muy baja, azúcar bajo, y firmeza de la carne blando.
Época de maduración y recolección extra temprana. Se trata de una variedad productiva, tiende a dar cosechas numerosas cada dos años (contrañada);  conviene aclarar la producción cuando estén en flor o el fruto sea pequeño, para que dé buenos frutos anualmente. Se usa como manzana de mesa, y también como manzana de cocina.

## Susceptibilidades
- Oidio: ataque débil
- Moteado: ataque débil
- Fuego bacteriano: ataque medio
- Carpocapsa: no presenta
- Pulgón verde: ataque medio
- Araña roja: ataque débil[4][14]